# Тимотей Флорински
Тимотей Дмитриевич Флорински (на руски: Тимофей Дмитриевич Флоринский) е руски филолог-славист, историк и византолог. Член-кореспондент на Императорската Санкт-Петербургската академия на науките. След Октомврийската революция е разстрелян от болшевишките чекисти като руски националист.

## Биография

### Произход и образование
Роден е в семейство на православен свещеник, богослов и църковен историк. Получава образованието си в трета Санкт-Петербургска класическа гимназия, а след това учи в Историко-филологическия факултет на Санктпетербургския императорски университет, който завършва през 1876 г. Ученик на професорите Владимир Ламански и Василий Василевски. По време на следването си получава златен медал за разработката си „Критичен преглед върху свидетелствата на Константин Порфирогенет за южните славяни“.

### Научна кариера
През 1880/1881 г. преподава на Висшия женски курс, като в края на 1881 г. защитава магистърската си дисертация „Южните славяни и Византия през втората четвърт на XIV век“. През 1882 г. е назначен за асистент-професор в Киевския университет „Свети Владимир“. През 1888 г. защитава докторска си дисертация „Паметници на законодателната дейност на цар Душан“, след което е назначен за редовен професор и декан на Историко-филологическия факултет на Киевския университет. Защитата на докторския труд му носи световна академична слава, както членство и престижни награди от много чуждестранни академии на науките.

### За българите
Флорински определя 4 основни наречия в българския език – източно, северозападно, югозападно и южно (родопско). Смята славянското население в Македония за българско, а в труда си „Славянското племе“ (1907) изчислява броя на българите на 5 440 000 души, като 1 290 000 от тях живеят извън границите на княжеството.

### Обществена дейност
Тимотей Флоренски активно се включва в обществения и политически живот на дореволюционна Русия. Председател е на Киевското славянско благотворително общество, като е и редактор на списание „Славянски ежегодник“. Съдбата на славянството не е безразлична на Тимотей Флорински. Като руски националист се включва активно в монархическото движение на Украйна. Тимотей Флорински е един от инициаторите и учредителите на Киевския клуб на руските националисти, ставайки негов почетен член, и противопоставяйки се на украинския сепаратизъм.

## Произведения
- Византия во 2-й четв. XIV в. СПб., 1879.
- Южные славяне и Византия во 2-й четв. XIV в. СПб., 1882.
- Памятники законодательной деятельности Душана, царя сербов и греков. Киев, 1888.
- Лекции по славянскому языкознанию. Киев, 1895 – 98. Ч. 1 – 2.
- Несколько слов о малорусском языке (наречии) и новейших попытках усвоить ему роль органа науки и высшей образованности. Киев, 1899.
- Зарубежная Русь и ее горькая доля. Киев, 1900.
- Малорусский язык или „украіно-руський“ литературный сепаратизм. СПб., 1900. Архив на оригинала от 2010-10-28 в Wayback Machine.
- Славянское племя. Статистико-этнографический обзор современного славянства. Киев, 1907.
- История сербо-хорватской литературы. Киев, 1900.
- Славяноведение. Киев, 1911.
- Курс славяно-русской палеографии. Киев, 1913.
- Пособие к лекциям по истории чехов. Киев, 1915.
- Лекции по славянскому языкознанию. Киев, 1897.
- Малорусский язык и украинско-русский литературный сепаратизм. СПб., 1900.
- Критико-библиографический обзор новейших трудов и изданий по славяноведению. Киев, 1904.
- Славянское племя. Статистико-этнографический обзор современного славянства (с приложением 2-х этнографических карт). Киев, 1907.
- Этнографическая карта Западного славянства и Западной Руси. Приложение. Объяснения. Источники и пособия. Статистические данные. Поправки. Киев, 1911.